# Friedrich Wilhelm Pax
Friedrich Wilhelm Pax (* 6. März 1798 in Magdeburg; † 2. Juli 1867 ebenda) war ein deutscher Gymnasiallehrer und linksliberaler Politiker.

## Ausbildung und Beruf
Pax besuchte höhere Schulen in Magdeburg und absolvierte als Einjährig-Freiwilliger den Militärdienst. Danach studierte er ab 1820 in Berlin und Halle. Danach arbeitete er ab 1825 am Pädagogium des Klosters Unser Lieben Frauen Magdeburg. Im Jahr 1827 wechselte er an das Domgymnasium. Er stieg dort bis 1839 zum (Gymnasial-)Professor auf.

## Lichtfreunde und politische Opposition
Friedrich Wilhelm Pax gehörte zu den Mitinitiatoren der oppositionellen und rationalistischen Lichtfreundebewegung. Zusammen mit dem Rabbiner Ludwig Philippson bildete er in Magdeburg den linken Flügel der Lichtfreunde. 
Anlässlich einer Feierstunde zum tausendjährigen Jubiläum des Vertrages von Verdun forderte er in seiner Festrede die Einigung Deutschlands im liberalen Sinne. Er förderte und schrieb für das „Magdeburger Wochenblatt für Angelegenheiten des bürgerlichen Lebens“ und gehörte 1844 zu den Mitbegründern der „Bürgerversammlung“ in Magdeburg, deren Vorsitzender er seit 1846 auch war. Diese entwickelte sich nicht nur in Magdeburg zu einem Sammelbecken der Opposition, sondern es entstanden ähnliche Gruppen in fast allen preußischen Provinzen und in anderen deutschen Staaten. Zur Ausbreitung der Organisation hat Pax maßgeblich beigetragen. 
Auch in der noch nicht gespaltenen politischen Opposition stand er eher auf dem Linken Flügel. Pax bemühte sich um die Integration aller Bevölkerungsgruppen bis hin zur Unterschicht in die politische Opposition. Neben der Forderung nach einer Verfassung und der nationalen Einigung spielte für ihn auch die soziale Frage eine wichtige Rolle. Er war an der Gründung eines vielfältigen Vereinswesens u. a. eines Unterstützungsvereins, eines Sparvereins, der Sonntagsschule und eines Bildungsvereins beteiligt.

## Revolution von 1848/49
Seine Popularität verdankte er 1847 die Wahl zum Stadtverordneten und 1848 die Wahl zum Mitglied der preußischen Nationalversammlung. Im Parlament gehörte er dem linken Zentrum an. Bei den Verhandlungen ist er indes kaum hervorgetreten. Mit dem Beginn der Gegenrevolution trat er als Befürworter der Steuerverweigerungskampagne auf. Später war er ein Gegner der oktroyierten Verfassung vom Dezember 1848.
Er gehörte 1848 dem Vorparlament an.
In Magdeburg gründete er den Verein zur Wahrung der Volksrechte mit dem Ziel die linksliberalen und demokratischen Kräfte zu sammeln. Diese Organisation wurde auch in anderen Orten gegründet und im April 1849 wurde unter Leitung von Pax der Zentralverein zur Wahrung der Volksrechte gegründet. Aus der Provinz Sachsen gehörten ihm 44 Zweigvereine an. 
Nicht zuletzt unterstützt von dieser Organisation wurde Pax 1849 in die zweite Kammer des preußischen Landtages gewählt.

## Späte Jahre
Nach der Revolution blieb Pax, wohl wegen der Fürsprache einflussreicher Personen, von der Strafverfolgung verschont. Auch seine Stellung als Lehrer konnte er behalten. Politisch wirksam wurde er nicht mehr. Stattdessen engagierte er sich für die Gewerbeschule in Magdeburg. 
Nach seinem Tod wurde die Pax-Stiftung gegründet. Diese vergab das „Paxanismus“ als Stipendium für begabte Schüler, um diesen den Besuch der höheren Klassen des Gymnasiums zu ermöglichen.